# Neophylax nigripunctatus
Neophylax nigripunctatus är en nattsländeart som beskrevs av Tian, Li Tian, Li, Yang och Sun, in Chen, editor 1993. Neophylax nigripunctatus ingår i släktet Neophylax och familjen Uenoidae. Inga underarter finns listade i Catalogue of Life.